# 辉庄汉墓
辉庄汉墓，位于中国河北省衡水市辉庄村，为衡水市冀州市的一个省级文物保护单位，类型为古墓葬，公布时间为2001年2月7日。
辉庄汉墓的历史年代为汉代。